# Rivière Houaromand
La rivière Houaromand est un cours d'eau de Basse-Terre en Guadeloupe prenant sa source sur le territoire de Baie-Mahault et se jetant dans la Rivière Salée – un  bras de mer de la mer des Caraïbes qui sépare la Grande-Terre de la Basse-Terre.

## Géographie
Longue de 12,1 km, la rivière Houaromand prend sa source à environ 70 m d'altitude au lieu-dit de Saint-Alban sur le territoire de la commune de Baie-Mahault où elle s'écoule tout au long de son cours en traversant en aval le bourg principal.
Elle est alimentée par les eaux de différentes petites ravines (ravine Gourde Liane et la ravine Négresse), plus ou moins asséchées suivant les saisons, pour se jeter dans la mangrove de la Rivière Salée à mi-chemin entre le Grand Cul-de-sac marin et le Petit Cul-de-sac marin de la mer des Caraïbes, au lieu-dit Bongout en face du bout des pistes de l'aéroport Guadeloupe - Pôle Caraïbes.